# Route nationale 504
Pour les articles homonymes, voir Route 504.
La route nationale 504, ou RN 504, est une ancienne route nationale française ayant relié, de 1933 à 1972, Roanne à Ruffieux, puis de la réforme de 1972 à 2006, Ambérieu-en-Bugey à Villarcher (Voglans), près de Chambéry.
Les deux sections de cette route ont été intégralement transférées aux départements.

## Historique

### Création de la route
À sa création en 1933, la route nationale 504 était définie « de Roanne à Culoz », mais cet itinéraire a été affecté au numéro 491 de Mijoux à Chambéry. La route partait de Roanne, sur la route nationale 7, et se terminait à Ruffieux sur la RN 491, en croisant la RN 6 à Villefranche-sur-Saône, la RN 83 à Villars-les-Dombes, la RN 84 à Châtillon-la-Palud, la RN 75 à Ambérieu-en-Bugey et la RN 92 à Culoz.

### Déclassements et reclassements
La réforme de 1972 déclasse une partie de la route nationale 504. Les tronçons Roanne - Ambérieu-en-Bugey et Pugieu - Ruffieux ont été déclassés et la numérotation devient RD 504 dans la Loire et dans le Rhône et en RD 904 dans l'Ain et dans la Savoie.
Après la réforme de 1972, un nouveau tracé a été défini d'Ambérieu-en-Bugey à Villarcher en reprenant l'intégralité de l'ex-RN 504A de Pugieu à La Balme, le tronçon La Balme - Yenne de l'ex-RN 521B, l'intégralité de l'ex-RN 521A de Yenne à Bourdeau et le tronçon Bourdeau - Villarcher de l'ex-RN 514. La réforme de 2005 déclasse la route nationale 504 et devient la route départementale 1504 dans les départements de l'Ain et de la Savoie.

### Aménagements
Sur le premier tracé, une déviation de Montagny a été créée par le sud. Avec un trafic de 6 000 véhicules par jour dont 7,5 % de poids lourds, la traversée du bourg était difficile compte tenu du gabarit inadapté de la voie, sur cet axe reliant les bassins de vie de Roanne (dans la Loire) d'une part, de Thizy et d'Amplepuis (dans le Rhône) d'autre part. Le contournement de Montagny est un axe bidirectionnel, de 2 km de long, et comprenant deux giratoires à ses extrémités. Les travaux ont coûté environ 7 millions d'euros. Le projet a été déclaré d'utilité publique en novembre 2010 par le préfet de la Loire,. La traversée du bourg est devenue la RD 504.1.
Sur le deuxième tracé, l'ancienne route nationale passe par le tunnel du Chat, long de 1 500 mètres, juste avant d'arriver au Bourget-du-Lac. Le tunnel d'origine, datant de 1932, n'était pas aux normes avant 2014. Trois ans de travaux ont été nécessaires pour réaménager et mettre aux normes le tunnelet créer une galerie de secours utilisable également par les piétons et les cyclistes. Le tunnel rénové a rouvert à la circulation le 18 novembre 2017. Les travaux ont coûté 57 millions d'euros, financés par le conseil départemental de la Savoie.

## Trafic
Le tunnel du Chat est emprunté par près de 12 000 véhicules par jour.
En 1996, le sénateur RPR de la Savoie, Jean-Pierre Vial, alertait sur l'augmentation du trafic des poids lourds qui souhaitent rejoindre le tunnel du Fréjus par la route nationale 504 alors que l'itinéraire leur est inadapté, avec des nuisances pour certains riverains et un risque de pollution à la sortie du tunnel du Chat. Une solution proposée était la création d'un barreau autoroutier entre Ambérieu-en-Bugey et Grenoble. La circulation sur le tunnel du Chat est interdite aux véhicules de plus de 7,5 tonnes en transit (camions et autocars).

## Tracés

### Premier tracé: de Roanne à Ruffieux
- Roanne
- Perreux
- Montagny (déviée depuis 2012)
- Bourg-de-Thizy, commune déléguée de Thizy-les-Bourgs
- Thizy, commune déléguée de Thizy-les-Bourgs
- Cublize
- Grandris
- La Folletière, communes de Grandris et de Lamure-sur-Azergues, puis tronc commun avec la RN 485
- Chambost-Allières
- Saint-Cyr-le-Chatoux
- Rivolet
- Denicé
- Gleizé
- Villefranche-sur-Saône
- Jassans-Riottier
- Ars-sur-Formans
- Savigneux
- Ambérieux-en-Dombes
- Lapeyrouse
- Villars-les-Dombes
- Versailleux
- Chalamont
- Gévrieux, commune de Châtillon-la-Palud
- Saint-Maurice-de-Rémens
- Ambérieu-en-Bugey
- Torcieu
- Saint-Rambert-en-Bugey
- Argis
- Tenay
- La Burbanche
- Rossillon
- Cheignieu-la-Balme
- Pugieu
- Virieu-le-Grand
- Artemare
- Talissieu
- Béon
- Culoz
- Ruffieux

### Deuxième tracé: d'Ambérieu-en-Bugey à Villarcher
- Ambérieu-en-Bugey
- Torcieu
- Saint-Rambert-en-Bugey
- Argis
- Tenay
- La Burbanche
- Rossillon
- Cheignieu-la-Balme
- Pugieu
- Chazey-Bons
- Belley
- Virignin
- La Balme
- Yenne
- Saint-Jean-de-Chevelu
- Tunnel du Chat
- Bourdeau
- Le Bourget-du-Lac
- Villarcher, commune de Voglans